# گزتلو (بازیکن فوتبال)
گزتلو (انگلیسی: Gaztelu; ۲۳ ژوئیهٔ ۱۹۴۶ – ۳۰ دسامبر ۲۰۲۰) بازیکن فوتبال اهل اسپانیا بود.
از باشگاه‌هایی که در آن بازی کرده‌است می‌توان به باشگاه فوتبال رئال سوسیداد اشاره کرد.
وی همچنین در تیم‌های ملی فوتبال زیر ۲۳ سال اسپانیا و اسپانیا بازی کرده‌است.